# Église Saint-Jean-Baptiste de Comiac
Pour les articles homonymes, voir Église Saint-Jean-Baptiste.
 (février 2021).
Si vous disposez d'ouvrages ou d'articles de référence ou si vous connaissez des sites web de qualité traitant du thème abordé ici, merci de compléter l'article en donnant les références utiles à sa vérifiabilité et en les liant à la section « Notes et références ».
L'église Saint-Jean-Baptiste de Comiac est une église catholique située à Sousceyrac-en-Quercy dans le département du Lot.
L'édifice est référencé dans la base Mérimée et à l'Inventaire général de la région Occitanie.

## Localisation
Cette église est située dans l'ancienne commune de Comiac dans le département du Lot.

## Histoire
Cette église est située pour la première fois au XIVe siècle mais elle est sûrement antérieure à cette date car on peut observer des éléments romans restés en état. Pendant les guerres de Religion, l'église a été détruite par les protestants, elle fut reconstruite peu de temps après sur le même emplacement en réutilisant les vestiges romans.
Au XIXe siècle, l'église est agrandie, le clocher-porche est construit et la nef est rehaussée.
Un dessin de l'abbé Gouzou représente l'église au XVIIe siècle.

## Les cloches
- La cloche de 1794, la plus petite et la plus âgée, à cause de grandes fêlures, a été remplacée en 2002. Elle se nomme Marie-Thérèse.
- La cloche de 1895, la plus grande, fut bénie par l'abbé Lacam, elle se nomme Anne.
- La cloche de 1920, la moyenne, est ornée d'une belle guirlande en relief, elle se nomme Marie[4].

## Le mobilier
L'art mobilier de l'église de Comiac est réduit à sa plus simple expression : deux sièges rectoraux de style Louis XV.
Un tableau du Saint-Sacrement a été réalisé par M. Guillaume, de Saint-Céré et est aujourd'hui disparu.

Diverses images de l'Église
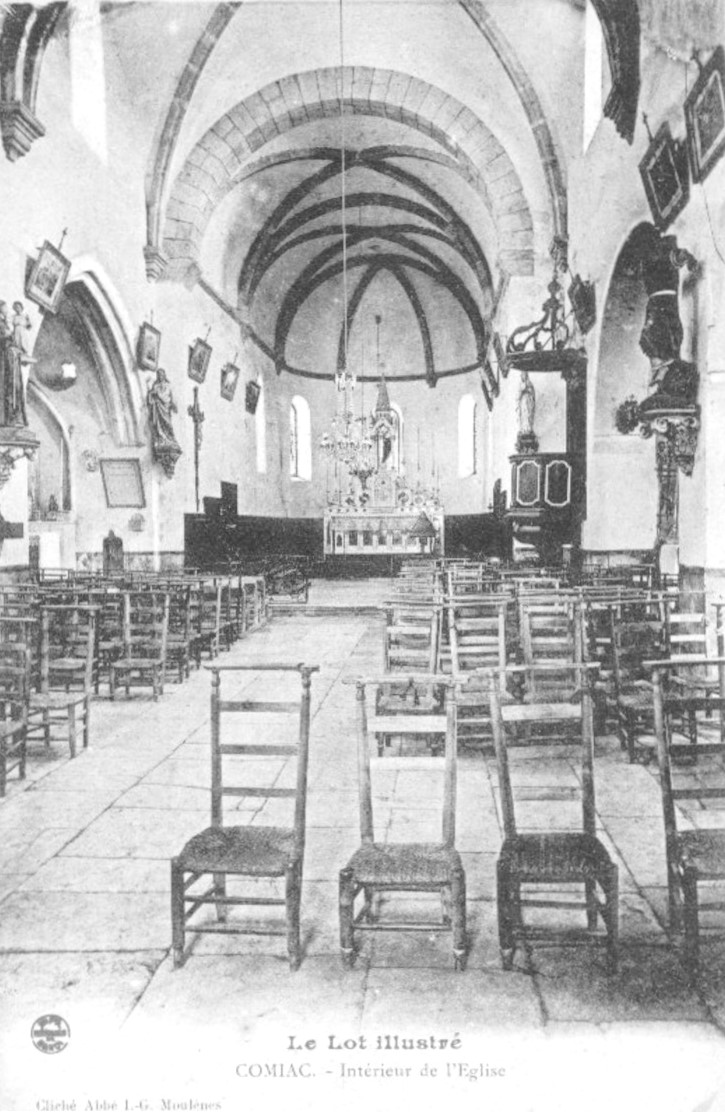
L'église de Comiac en 1904.
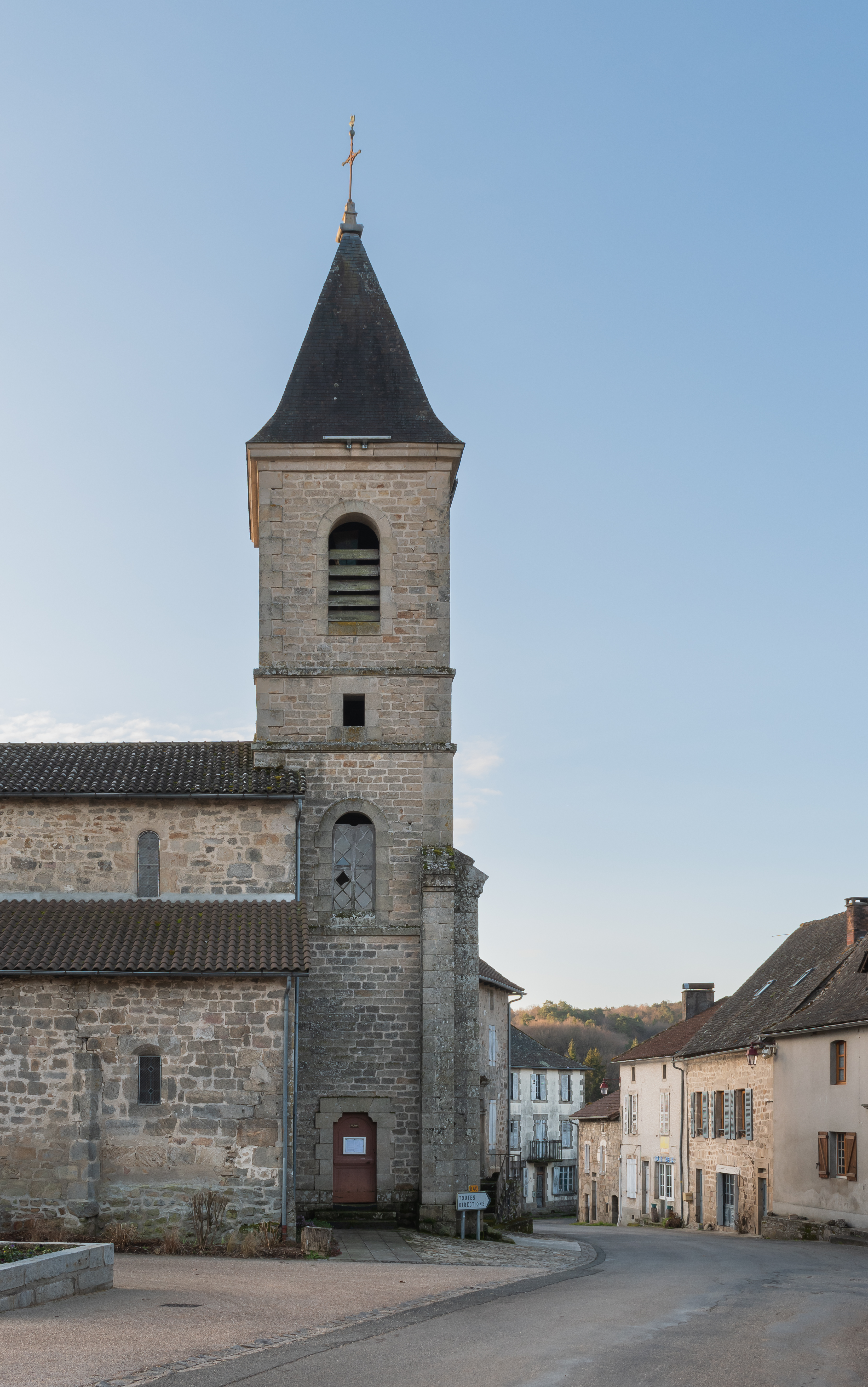
Le clocher néo-roman du XIXe siècle.
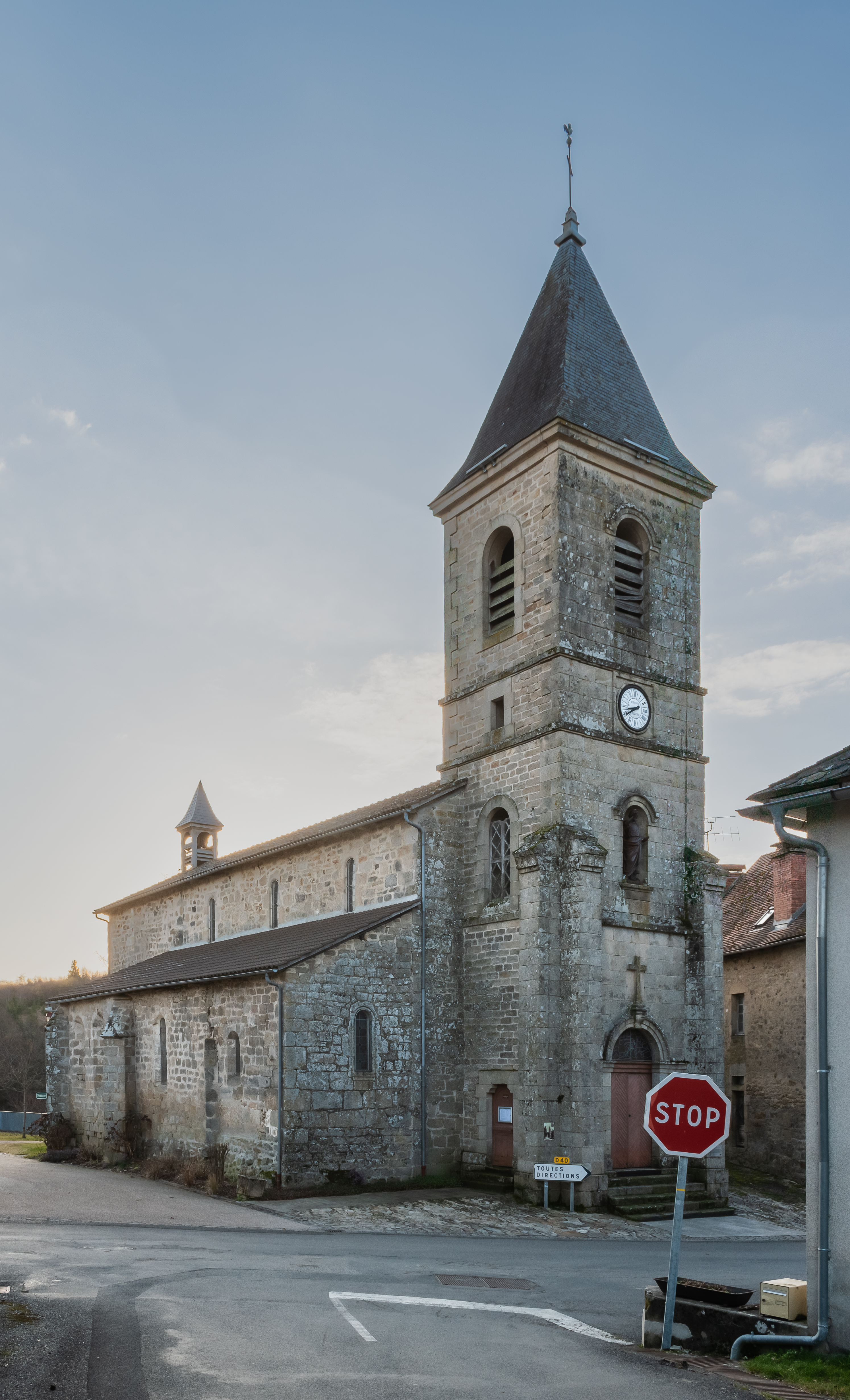
L’église depuis la route menant à Laval-de-Cère par le lac des Vergnes.
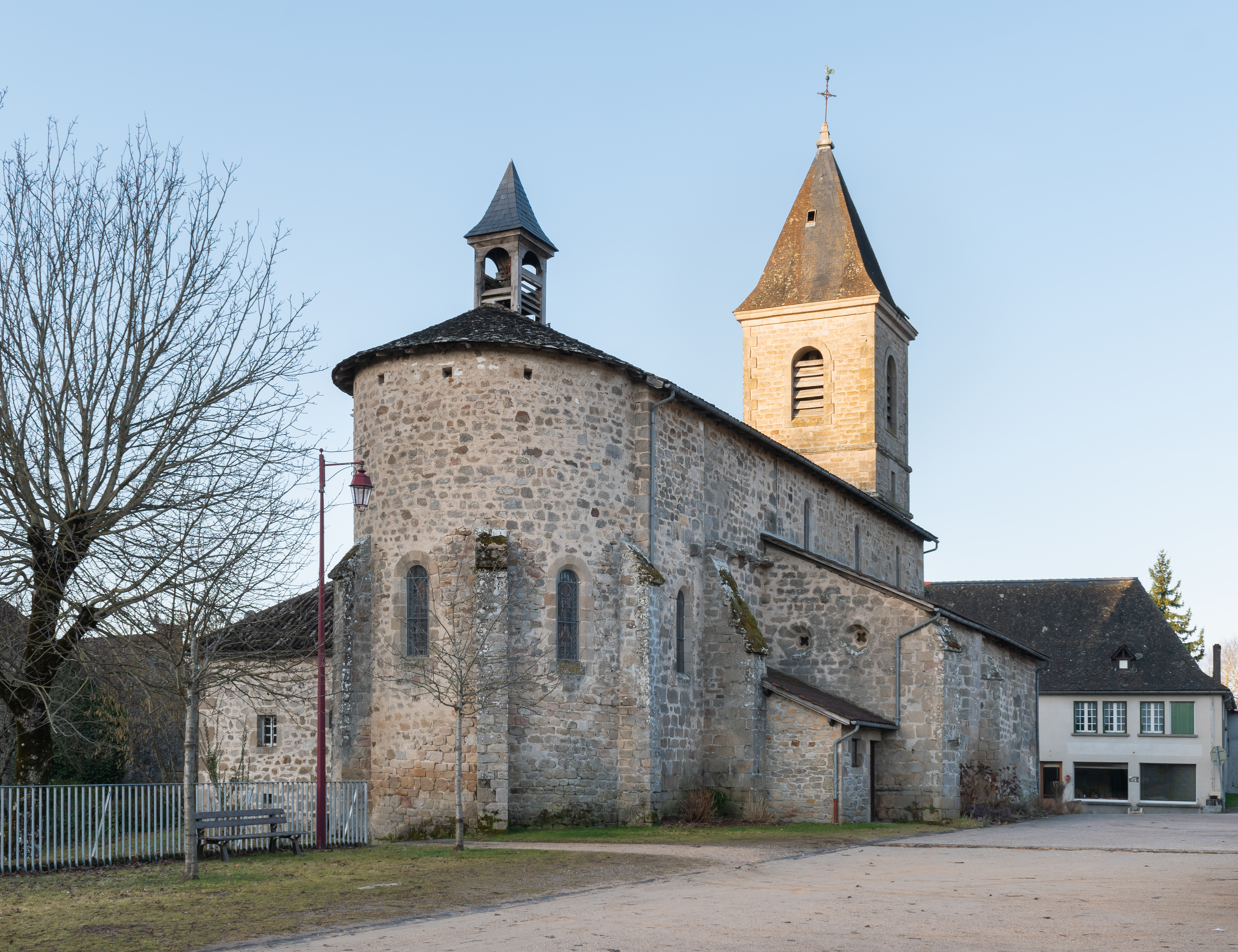
Le chevet de l'église.
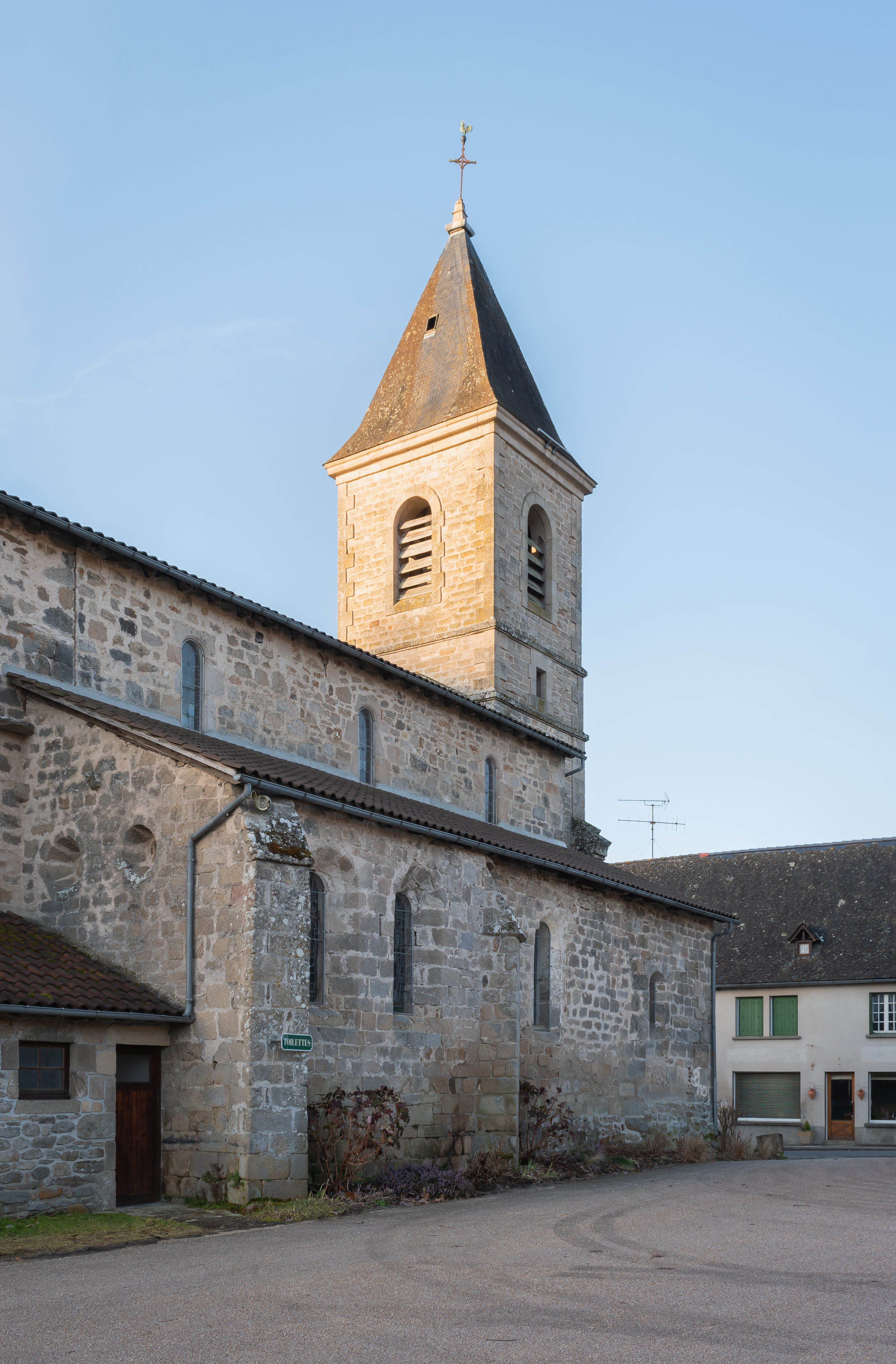
Les chapelles coté nord.
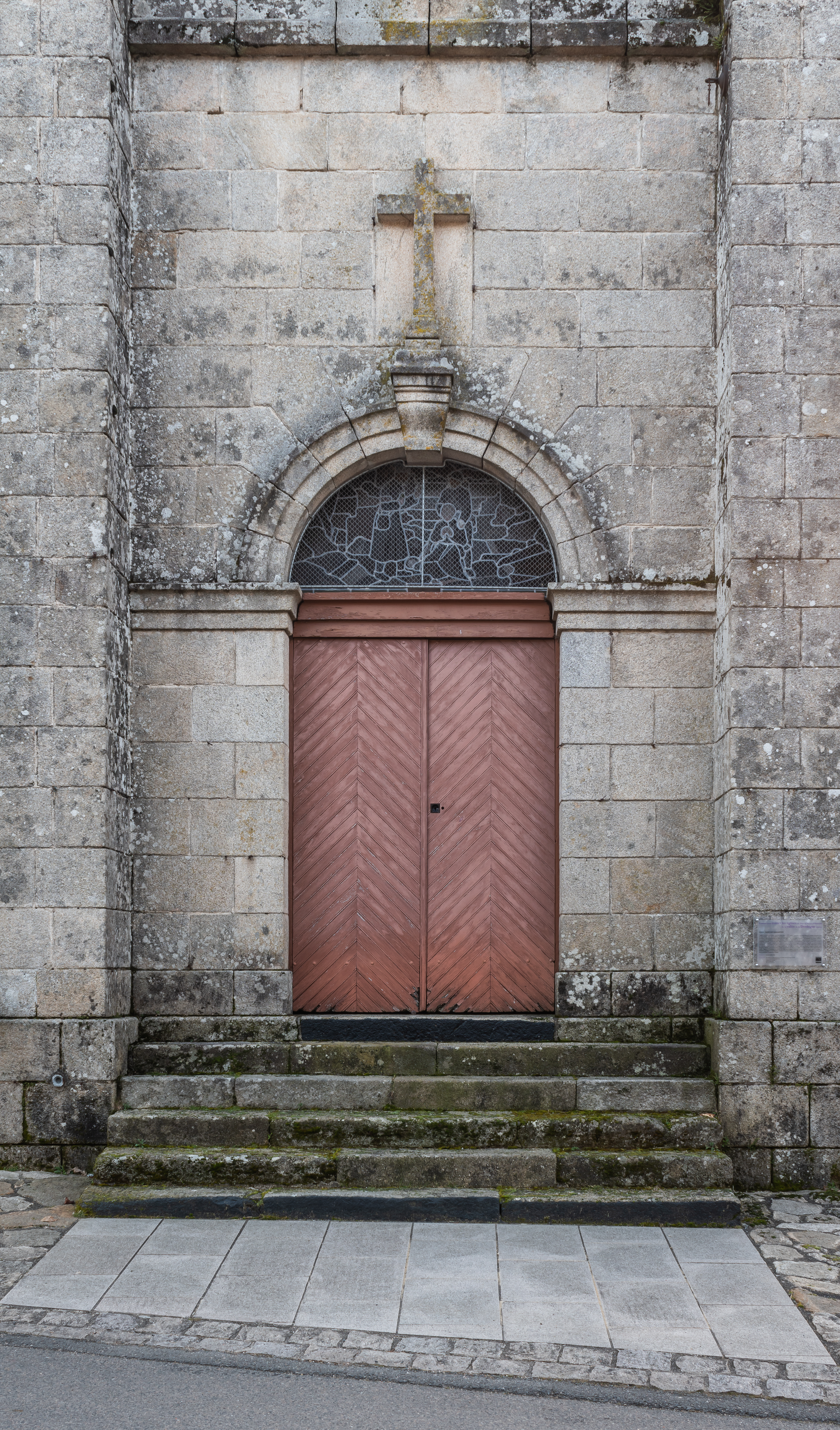
La porte typique du XIXe siècle.
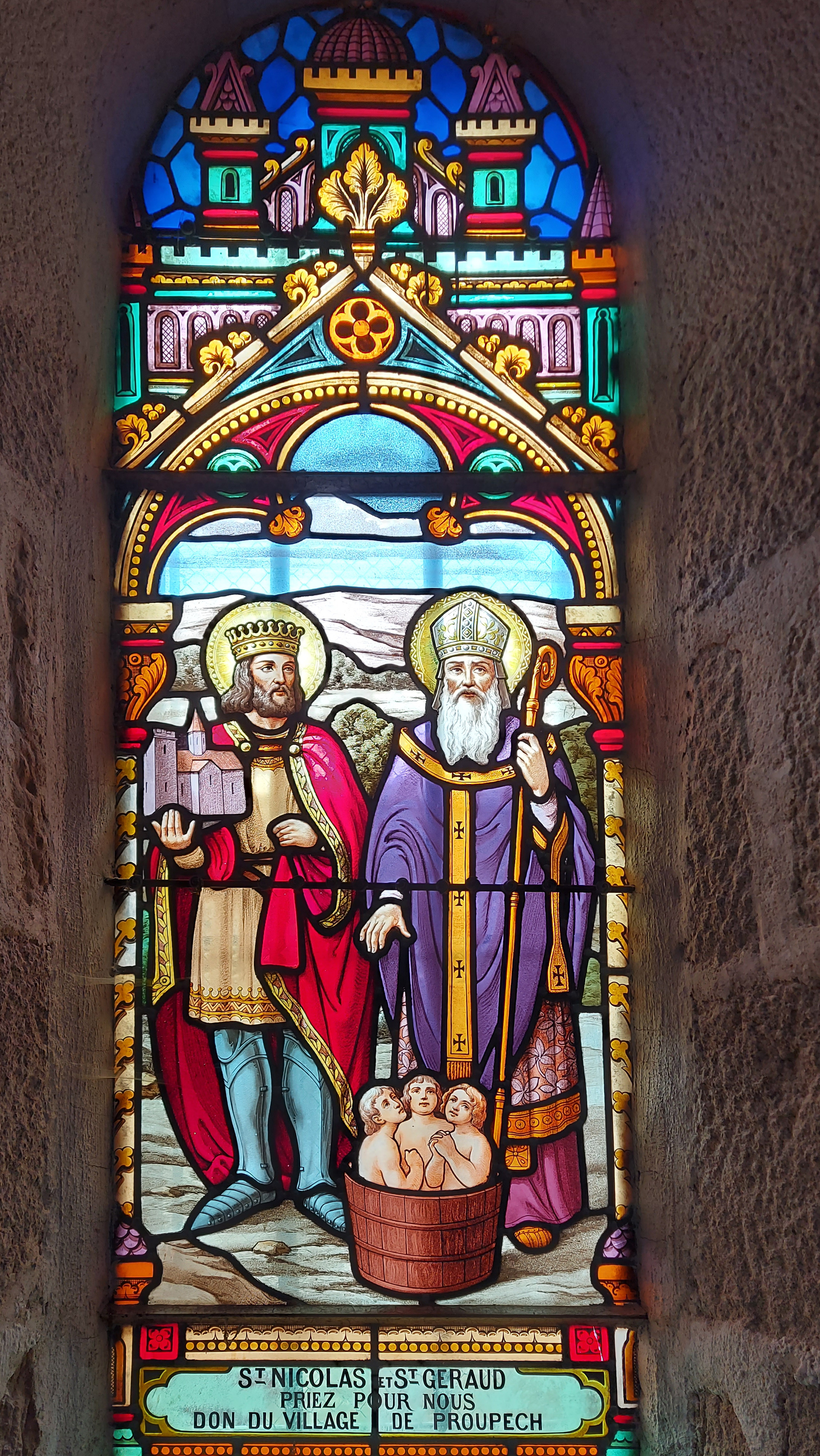
Saint Géraud et saint Nicolas. Vitrail de l'église.
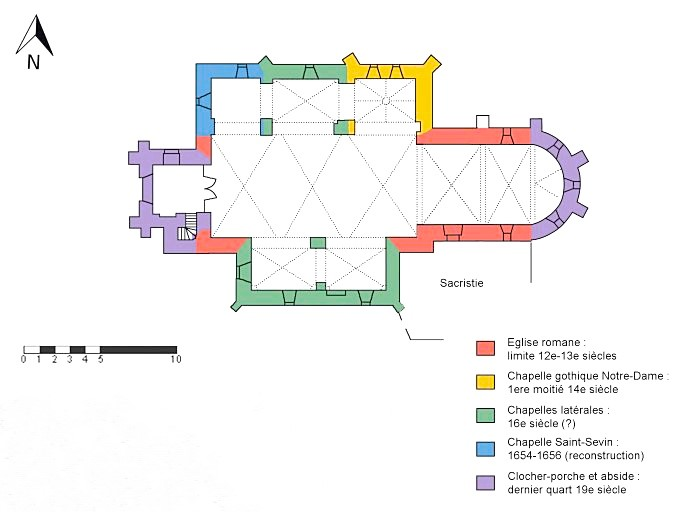
Plan de l'église.
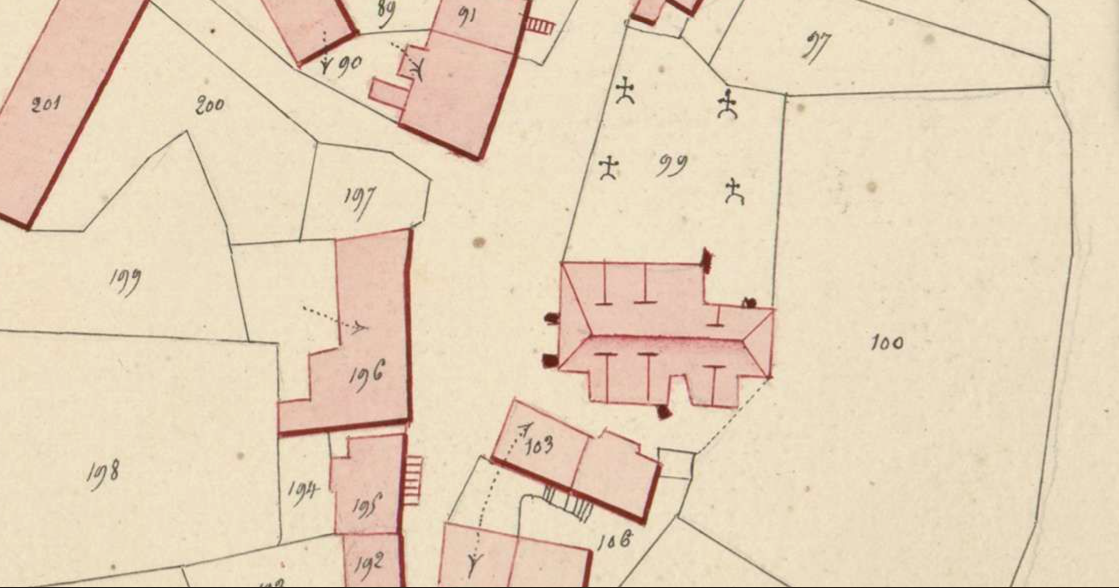
Plan cadastral napoléonien ; le cimetière  se trouve encore au pied de l'église qui n'a pas encore été restaurée.

## Listes des curés et des vicaires de la paroisse de Comiac
| Dates     | Noms                          | Notes |
| --------- | ----------------------------- | --- |
| 1342      | Géraud de Vayrac              | Il est malade et réserve est mise sur l'église le 24 décembre de cette année |
| 1343-1350 | Pierre de Vayrac              | Il était déjà chanoine de Repon, au diocèse d'York, quand il fut nommé par le Pape. Très jeune, il reçut une dispense d'âge et n'était donc que curé commendataire. Sa dispense est renouvelée en 1344 puis il résigne en 1350. |
| 1350      | Jean de Mansonemoris          | |
| ?         | ?                             | Lacune dans la chronologie. |
| 1445-1485 | Jean de Calmon                | Il est recteur de l'église. |
| 1485-1497 | Frotard (ou Flotard) d'Hébard | Il est de la famille de Saint-Sulpice (seigneurs de Comiac et proche du roi de France). Une bulle qui l'autorise à avoir d'autres bénéfices que celui de Comiac nous apprend que Frotard, bachelier ès-décrets, recevait ce privilège sur la demande du roi Charles VIII dont il était bien vu. En 1497, Frotard, alors docteur en droit canon, devenait abbé de Marcilhac tout en gardant Comiac et ses autres bénéfices dont les revenus devait servir à restaurer l'abbaye, presque totalement ravagée par les Anglais,.                                                                |
| 1497-1529 | Antoine de Cayssac            | |
| 1529-1545 | Jean de Lagarde               | Docteur en droit canon, il était auparavant recteur de Saint-Cels à Saint-Aignan, au diocèse de Saint-Pons en Languedoc. Il permuta avec son prédécesseur et résigna en 1545. |
| 1545-1593 | Antoine Lagarde               | |
| 1593-1614 | Géraud Soulier                | Le 22 juillet 1593, il déclare qu'il n'a aucun temporel sauf un petit pré et chenevrier. Cotisé 48 écus, il demande décharge complète et est réduit à 38 écus par Charon, vicaire-général de Cahors. |
| 1614-1617 | Jean Combres                  | Il est docteur en théologie. Il est nommé en 1618 à Notre-Dame-du-Puy à Figeac. En 1648, il est abbé de Figeac. Pierre de Vermeilh, son successeur, lui paye la pension qu'il s'était réservée pour la cure de Comiac et indiquée en cour de Rome, qui est de 400 livres, à condition qu'il lui précompte un tiers de la taxe jetée sur le bénéfice ; mais Combres répond qu'il n'est tenu à aucune charge. |
| 1617-1650 | Pierre Vermeilh               | Ancien vicaire, il résigne en 1650 mais reste dans la paroisse où il meurt le 1er septembre 1670. |
| 1655-1683 | Pierre Mézeyrac               | Il est le neveu de P. Vermeilh et est le premier à prendre le titre de recteur de Comiac et Lamativie ; la fondation de cette annexe remonte en effet à 1658. |
| 1683      | Jacques Tournemyre            | Curé de Teyssieu, il vient à Comiac le 17 septembre 1683 et prie Mgr Jacques Monalve de le mettre en possession de la cure de Comiac et Lamativie. En 1684, il est archiprêtre de Cajarc,. |
| 1683-1684 | Jean de Boissel               | Venue de Normandie, il attira ses neveux à Cahors où la famille Joly-de-Boissel restera jusqu'en 1850. |
| 1684-1893 | François de Bonneville        | Docteur en théologie. Pour les intérêts de son église, de la cure et pour les siens propres, il sera presque continuellement en procès ou en affaires et résigna une première fois en faveur de son neveu. |
| 1693-1695 | Jean-Mathieu Sourdès          | Neveu de son prédécesseur et bachelier en théologie, il résigna. |
| 1695-1709 | Francois de Bonneville        | vu précédemment. Il résigna une seconde fois en faveur de R. Manial. |
| 1709-1732 | Ramond Manial                 | Auparavant recteur de l'hôpital Saint-Jacques de Figeac. Il meurt à Comiac le 24 janvier 1732 et sera enseveli dans l'église. |
| 1732-1747 | Jean-Denis Lespinas           | |
| 1732-1765 | Jean-Pierre Hug               | Né au Bourg, ancien vicaire de Montfaucon. |
| 1765-1805 | Jean-Jacques Turène           | Né à Aynac en 1730, ancien vicaire d'Issendolus. Durant la Révolution, entre 1791 et 1792, il est officiellement remplacé par deux curés constitutionnels (qui ne paraissent pas avoir eu grand succès) et est déporté à Blaye et détenu à Cahors. |
| 1807-1815 | Louis Dugiols                 | |
| 1815-1830 | Guillaume Abeil               | Originaire d'Auvergne et ancien vicaire de Comiac et Lamativie et ancien curé de Calviac. |
| 1831-1834 | x Grimal                      | |
| 1834-1848 | Pierre Espéret                | Ayant des difficultés dans la paroisse, il la quitte et devient curé de Saint-Jean-Lespinasse. |
| 1848-1875 | François Rougié               | Né à Pauliac. Il se retire de la cure de Comiac pour des raisons de santé. |
| 1875-1906 | Joseph Lacam                  | Né à Lauresses en 1866, ancien vicaire de Terrou puis curé de Fargues. Son illustre successeur considérait comme un devoir de signaler tout au moins les grosses réparations faites par le curé Lacam à l'église de Comiac : l'agrandissement du chœur, la construction d'une voute robuste à la nef, et celle d'un clocher ou résonne la plus belle cloche de la région. Sentant ses forces décliner, M. Lacam se résigna à quitter sa paroisse pour devenir vicaire, ou plutôt l'hôte vénéré de son neveu, l'abbé Lacam, curé de Crayssac, à Frayssinhes, chez lequel il mourut en 1916. |
| 1906-1919 | Joseph Gouzou                 | Né à Latouille en 1874, ancien vicaire de Gramat puis curé d'Issudel (Puy-l'Évêque), curé de Comiac et enfin de Bretenoux. Il a poursuivi toute sa vie des recherches historiques sur Comiac et a écrit le livre Comiac en Quercy qui résulte de ces recherches. |
| 1919-1931 | Jean-Baptiste Crillié         | Né à Sainte-Colombe, ancien vicaire de Caniac puis curé de Saint-Bréssou, de Coomiac et enfin de Lissac et Camburat. |
| 1931-1958 | Frédéric Jauliac              | Né à Lauresses, ancien vicaire de Martel, de Saint-Urcisse à Cahors, de Saint-Barthélemy à Cahors et ancien curé de Saint-Hilaire-Bessonies. |
| 1958-1965 | André Verdier                 | |

| Dates     | Noms                              | Notes |
| --------- | --------------------------------- | --- |
| 1445      | Pierre de Novavilla (de Nauviole) | Il est dit prêtre serviteur. |
| 1549-1561 | Jean Boussac                      | Il est aussi notaire de Comiac. |
| 1561-1584 | Pierre Coderx                     | |
| 1572-1603 | Raymond Crezo                     | Peut-être même fut-il curé ? |
| 1603-1614 | Mathurin Mézeyrac                 | |
| 1614-1616 | Pierre Vermeilh                   | Futur curé de Comiac. |
| 1614-1650 | Pierre Mézeyrac                   | Il est syndic de l'église en 1645. |
| 1636-1653 | Gilhes Duranties                  | Plus tard prêtre obituaire. |
| 1653-1660 | Maître Madelbos                   | |
| 1660-1662 | Jacques Tournemyre                | En 1674, Il est curé de Teyssieu et vicaire forain de Monseigneur. Plus tard curé de Comiac. |
| 1662-1664 | Hector Laribe                     | Originaire de Cornac, futur curé de Montfaucon et Séniergues. |
| 1664-1667 | Joseph Lapeyre                    | Premier vicaire de Lamativie, futur curé de Bretenoux de 1669 à 1693. |
| 1668-1670 | x Vidal                           | |
| 1670-1675 | Jean Drulhe                       | Né à Gagnac. |
| 1672-1674 | x Lacaze                          | |
| 1675-1677 | Antoine Bagou                     | |
| 1677-1678 | x Casssaignade                    | |
| 1678-1680 | x Lacaze                          | vu précédemment |
| 1679      | x Moule                           | Vicaire de Lamativie exclusivement. |
| 1680-1682 | François Tournemire               | Il est le cousin de Jacques, curé de Teyssieu et meurt chez lui. Il est enseveli dans l'église de Teyssieu. |
| 1683-1685 | x Malleville                      | |
| 1683-1685 | Henri Duport                      | |
| 1685-1691 | x Lavaur                          | Né à Saint-Saury. |
| 1690-1691 | x Vidal                           | |
| 1691      | x Scribe                          | |
| 1691      | x Boneirle                        | |
| 1691-1693 | Jean de Linars                    | |
| 1693-1696 | Jean-Mathieu Sourdès              | Futur curé de Comiac. |
| 1696-1702 | Pierre Thomas                     | |
| 1701      | Etienne Caumel                    | |
| 1702-1705 | x Salesse                         | |

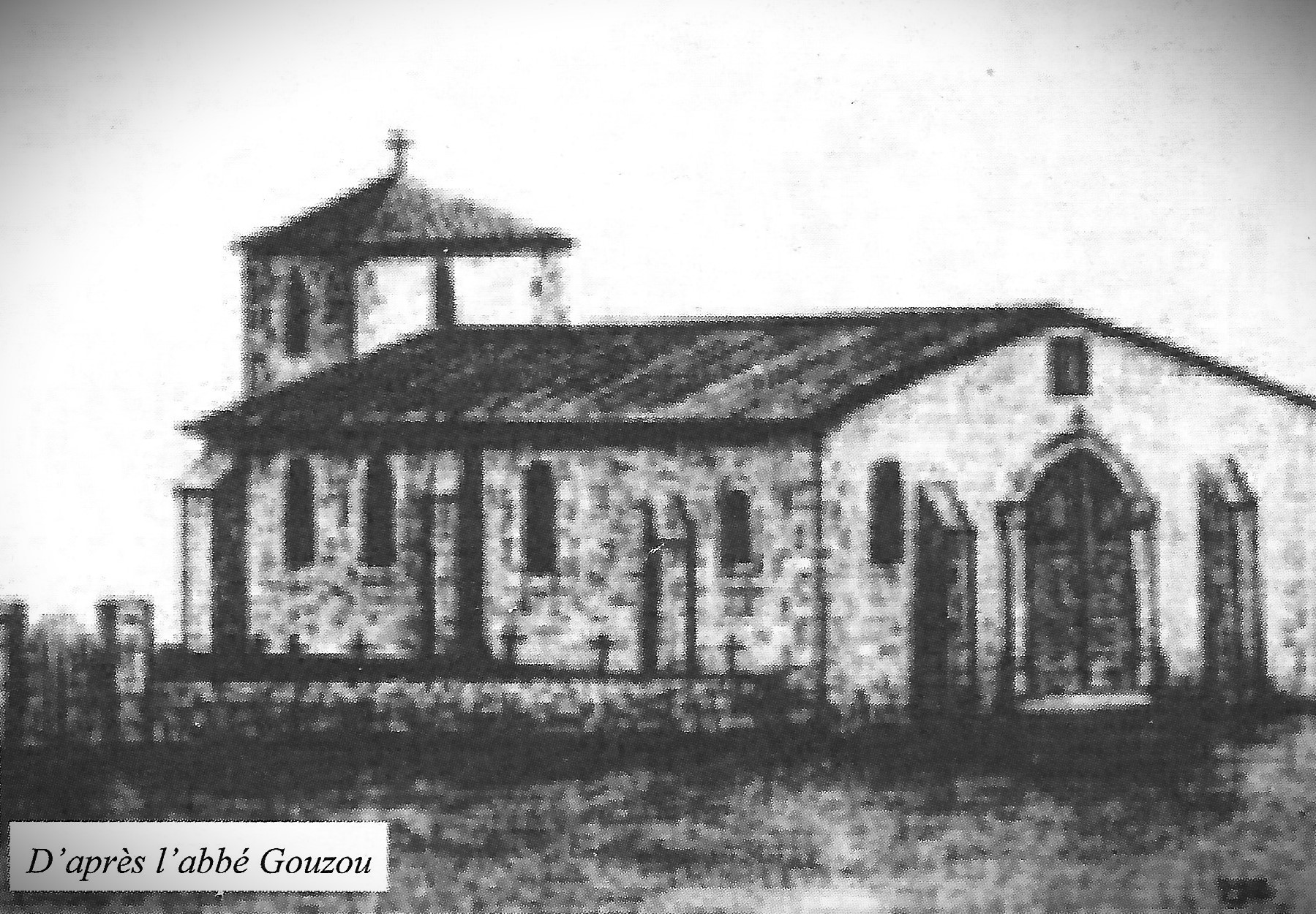
Dessin réalisé d'après les descriptions de l'abbé Joseph Gouzou et représentant l'église avant sa restauration.

| 1704-1706 | Antoine Cavaroc                   | Notons à ce sujet un incident assez piquant. Son genre de prédication était-il défectueux, ou ne plaisait-il pas aux paroissiens ? Toujours est-il que ses derniers, le 15 juin 1706, adressèrent une réclamation à l'évêque, lui demandant de pouvoir Comiac d'un vicaire à la place du Sieur Cavaroc qui ne fait aucune instruction du Christianisme aux habitants. La délibération fut prise par les habitants de Comiac à Lamativie. L'année d'après, Cavaroc est prêtre de la ville de Figeac. |
| 1705-1709 | x Bargues                         | |
| 1705-1709 | Jean Lacurie                      | |
| 1712-1715 | Pierre Demota                     | Futur curé de Cahus. |
| 1712-1714 | Alain Delsol                      | |
| 1714-1720 | Jean-Baptiste Lafage              | |
| 1715      | Joseph Dumas                      | |
| 1717      | x Delfau                          | |
| 1717-1720 | Pierre Lafon                      | Vicaire de Lamativie exclusivement. |
| 1720-1722 | x Scribe                          | |
| 1722-1724 | x Sasmayous                       | |
| 1724-1735 | Antoine de Maleville              | Docteur en théologie. |
| 1728-1730 | x Rocque                          | |
| 1731-1733 | x Fayet                           | |
| 1732-1734 | x Vigir                           | |
| 1735-1736 | x Vallez                          | |
| 1736-1741 | Jean Moissinac                    | Né à Glénac. |
| 1736-1739 | x Brozèzes                        | |
| 1737-1738 | x Naudet                          | Vicaire de Lamativie exclusivement. |
| 1740-1757 | Géraud Delzorts                   | Vicaire de Lamativie exclusivement. Né à Nieudan, Docteur en Théologie. En 1757, il fut nommé vicaire régent puis curé de Carennac où il mourut en 1775. |
| 1744-1746 | Bertrand Bénéchie                 | Anciennement vicaire de Calviac. |
| 1749-1759 | Jean Clamagirand                  | Docteur en théologie. |
| 1757-1782 | Jean Lavernhe                     | Né dans le diocèse de Saint-Flour. Anciennement vicaire de Cahus et d'Alvignac. |
| 1780-1784 | x Lagarrigue                      | |
| 1784-1787 | x Jaubert                         | |
| 1785-1795 | Guilhaume Abeil                   | Futur curé de Calviac et de Comiac. |
| 1805-1807 | x Cels                            | |
| 1872-1873 | Germain Garigou                   | Futur curé de Cahus. |
| 1873-1874 | x Padirac                         | |
| 1874-1875 | Pierre Charlat                    | Né à Glanes, futur curé d'Estal. |